# Michael O'Laughlen
Michael O'Laughlen (Baltimora, 3 giugno 1840 – Fort Jefferson, 23 settembre 1867) è stato un criminale statunitense noto per aver preso parte al piano di John Wilkes Booth per assassinare Abraham Lincoln, Andrew Johnson e William H. Seward.

## Biografia
O'Laughlen era un amico di vecchia data di John Wilkes Booth. Imparò in gioventù i rudimenti del commercio di intonaci ornamentali e l'arte dell'incisione. Quando scoppiò la guerra di secessione entrò nell'esercito confederato in cui rimase fino al giugno 1862. Fece ritorno a Baltimora e lavorò con il fratello nell'ambito alimentare.

### La cospirazione
O'Laughlen fu uno dei primi ad essere contattato da Booth ed alla fine del 1864 accettò di prendere parte al piano per rapire il presidente Lincoln. Iniziò ad aiutare Booth con i preparativi. Nella notte del 15 marzo 1865, O'Laughlen incontrò Booth e gli altri cospiratori al ristorante Gautier in Pennsylvania Avenue per discutere i dettagli del rapimento. Il piano prevedeva di rapire Lincoln e portarlo a Richmond in modo che potesse essere scambiato con prigionieri di guerra confederati.
Booth venne a sapere che Lincoln sarebbe stato presente alla rappresentazione di Still Waters Run Deep all'ospedale di Campbell nella periferia di Washington il 17 marzo 1865. Booth, O'Laughlen e gli altri cospiratori decisero che avrebbero intercettato la carrozza del presidente diretta all'ospedale. Abraham Lincoln variò i propri programmi all'ultimo ed il rapimento fallì. O'Laughlen fece ritorno a Baltimora.
Più tardi quello stesso mese Booth propose un altro piano per rapire il presidente. Questa volta egli avrebbe dovuto essere catturato al Teatro Ford, ammanettato e portato a Richmond, ma Booth non riuscì a convincere gli altri cospiratori della bontà di questo piano.
Secondo lo stesso O'Laughlen, questa fu l'ultima sua partecipazione nel complotto.
Ritornò a Washington il giorno prima dell'assassinio, ma non è mai stato appurato se per prendere parte alla cospirazione o semplicemente per passare del tempo da amici. Al processo ci furono alcune testimonianze contrastanti circa gli spostamenti dell'imputato il giorno dell'assassinio. O'Laughlen si costituì volontariamente lunedì 17 aprile 1865.
O'Laughlen fu processato assieme a Mary Surratt, Lewis Powell, George Atzerodt, David Herold, Samuel Arnold, Edmund Spangler e Samuel Mudd. Il governo tentò di dimostrare che O'Laughlen seguì Ulysses Grant nelle notti del 13 e 14 aprile con l'intento di assassinarlo, ma l'accusa non venne provata. Non vi fu dubbio però che O'Laughlen fosse un cospiratore e fu condannato all'ergastolo.

### In carcere
O'Laughlen fu rinchiuso a Fort Jefferson all'interno del Parco nazionale di Dry Tortugas assieme a Spangler, Arnold, e Mudd. Contrasse la febbre gialla il 14 settembre 1867. Nove giorni dopo sembrò migliorare, ma improvvisamente collassò e Mudd vegliò su di lui per l'intera notte, tentando di salvargli la vita, senza successo. Morì all'età di ventisette anni.

## Dopo la morte
Il 13 febbraio 1869, il Presidente Andrew Johnson ordinò che il corpo di O'Laughlen fosse restituito alla madre. La salma fu spedita a Baltimora; lì fu cremata presso il cimitero di Green Mount dove i corpi di John Wilkes Booth e Samuel Arnold videro la stessa fine.